# Prințesa Louise Amelie de Baden
Prințesa Louise Amelie Stephanie de Baden (5 iunie 1811 - 19 iulie 1854) a fost fiica lui Karl, Mare Duce de Baden și a soției sale, Stéphanie de Beauharnais.

## Familie
Louise Amelia a fost cel mai mare copil din cei cinci ai Marelui Duce de Baden, Karl și ai soției sale, Stéphanie de Beauharnais (fiica adoptată a lui Napoleon Bonaparte). Bunicii paterni au fost Karl Ludwig de Baden și Amalia de Hesse-Darmstadt.
Cele două surori ale sale care au rămas în viață au fost: Josephine, Prințesă de Hohenzollern (mama regelui Carol I al României) și Maria, Ducesă de Hamilton.

## Căsătorie
La 9 noiembrie 1830, la Karlsruhe, Louise Amelie s-a căsătorit cu vărul ei primar, Gustav, Prinț de Vasa. El era singurul fiu al regelui detronat Gustav al IV-lea Adolf al Suediei (care a fost răsturnat în favoarea unchiului ei, Carol în 1808) și pretendent la tronul Suediei.
Căsătoria lor, ca multe alianțe din acea vreme, a fost un aranjament politic și a fost un mariaj nefericit. Au trăit la Palatul Schönbrunn din Viena și au avut doi copii înainte să divorțeze în 1843.
- Prințul Louis, care s-a născut în 1832 și a murit la scurt timp după naștere
- Prințesa Carola, s-a căsătorit cu regele Albert I al Saxoniei; nu a avut moștenitori.

Prințesa Louise a murit la 19 iulie 1854 la Karlsruhe.